# Kotuń (gmina)
Pour les articles homonymes, voir Kotuń.
Kotuń est une gmina rurale (gmina wiejska) de la powiat de Siedlce, dans la Voïvodie de Mazovie, dans le centre-est de la Pologne.
Son siège administratif (chef-lieu) est le village de Kotuń, qui se situe environ 14 kilomètres à l'ouest de Siedlce (siège de la powiat) et 74 kilomètres à l'est de Varsovie (capitale de la Pologne).
La gmina couvre une superficie de 149,87 km2 pour une population de 8 442 habitants en 2006.

## Histoire
De 1975 à 1998, la gmina est attachée administrativement à la voïvodie de Siedlce.

Depuis 1999, elle fait partie de la voïvodie de Mazovie.

## Géographie
La gmina inclut les villages et localités de :

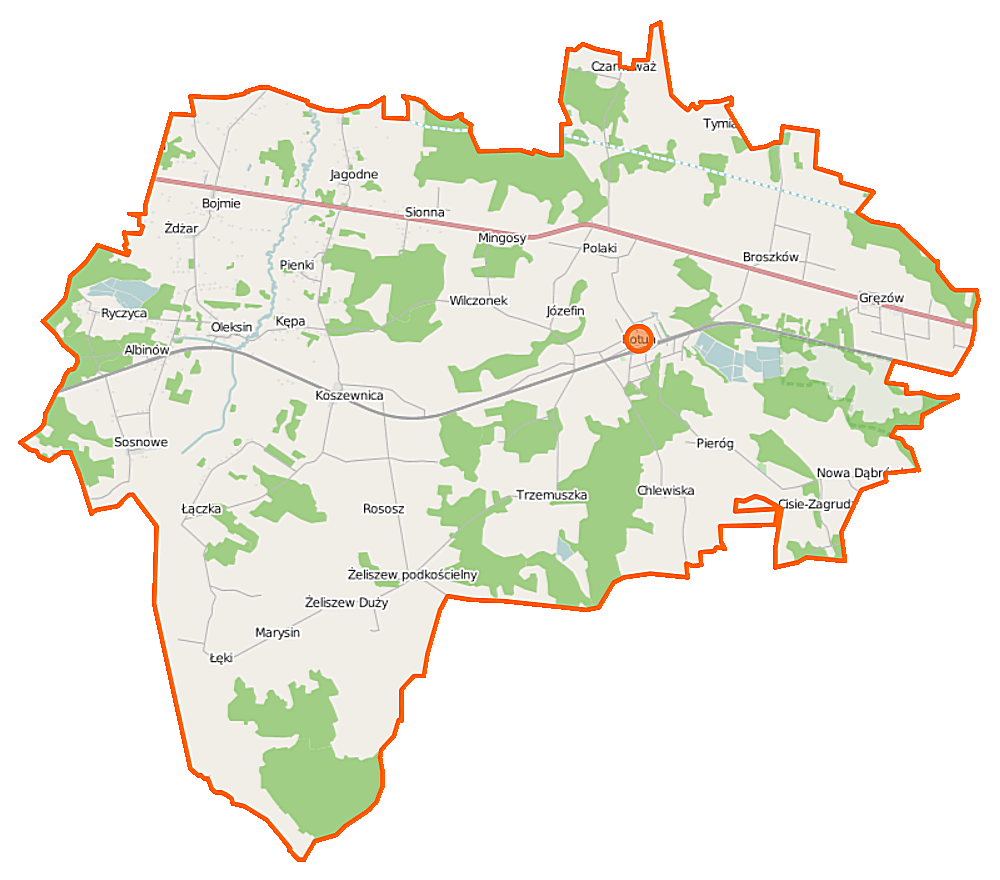
Plan de la gmina

- Albinów
- Bojmie
- Broszków
- Cisie-Zagrudzie
- Czarnowąż
- Gręzów
- Jagodne
- Józefin
- Kępa
- Koszewnica
- Kotuń
- Łączka
- Łęki
- Marysin
- Mingosy
- Niechnabrz
- Nowa Dąbrówka
- Oleksin
- Pieńki
- Pieróg
- Polaki
- Rososz
- Ryczyca
- Sionna
- Sosnowe
- Trzemuszka
- Tymianka
- Wilczonek
- Żdżar
- Żeliszew Duży
- Żeliszew Podkościelny

### Gminy voisines
La gmina de Kotuń est voisine :

de la ville de :
- Siedlce

et des gminy suivantes :
- Grębków
- Kałuszyn
- Mokobody
- Mrozy
- Siedlce
- Skórzec

## Structure du terrain
D'après les données de 2002, la superficie de la commune de Kotuń est de 149,87 km2, répartis comme telle :
- terres agricoles : 69%
- forêts : 20%

La commune représente 9,35% de la superficie du powiat.

## Démographie
Données du 30 juin 2004 :
| Description        | Total  | Total | Femmes | Femmes | Hommes | Hommes |
| ------------------ | ------ | ----- | ------ | ------ | ------ | ------ |
| Unité              | Nombre | %     | Nombre | %      | Nombre | %      |
| Population         | 8 471  | 100   | 4 264  | 50,3   | 4 207  | 49,7   |
| Densité (hab./km²) | 56,5   | 56,5  | 28,5   | 28,5   | 28,1   | 28,1   |